# Traneröds mosse
Traneröds mosse este o arie protejată (arie specială de conservare — SAC, sit de importanță comunitară — SCI) din Suedia întinsă pe o suprafață de 106,8 ha, integral pe uscat.

## Localizare
Centrul sitului Traneröds mosse este situat la coordonatele 56°02′46″N 13°11′02″E / 56.0462°N 13.1839°E.

## Înființare
Situl Traneröds mosse a fost declarat sit de importanță comunitară în ianuarie 1998 pentru a proteja un număr necunoscut de specii din flora spontană și fauna sălbatică aflate în arealul zonei. Situl a fost protejat și ca arie specială de conservare în martie 2011.

## Biodiversitate
Situată în ecoregiunea continentală, aria protejată conține 8 habitate naturale: Păduri caducifoliate de mlaștină fino-scandinave, Formațiuni ierboase bogate în specii de Nardus, dezvoltate pe substraturi silicioase în zone montane (și în zone submontane, în Europa continentală), Mlaștini turboase de tranziție și turbării mișcătoare, Formațiuni de Juniperus communis pe lande sau pajiști calcaroase, Pășuni din zone de pădure fino-scandinave, Turbării active, Mlaștini împădurite, Păduri de fag Luzulo-Fagetum.
La baza desemnării sitului se află un număr nedeclarat de specii protejate.